# Station Rokitki
Station Rokitki is een spoorwegstation in de Poolse plaats Rokitki.